# Lucas Digne
Lucas Digne (n. 20 iulie 1993) este un fotbalist francez care joacă pentru Aston Villa, în Premier League.

## Titluri
Paris Saint-Germain
- Ligue 1: 2013–14
- Coupe de la Ligue: 2013–14
- Trophée des Champions: 2013, 2014

### Națională
Franța U-20
- Campionatul Mondial de Fotbal sub 20: 2013

## Legături externe
- fr Statisticile lui  Lucas Digne în campionatul francez pe site-ul LFP
- Lucas Digne la L'Équipe fr